# BMW M Hybrid V8
BMW M Hybrid V8 är en sportvagnsprototyp som den tyska biltillverkaren BMW M presenterade i juni 2022.

## BMW M Hybrid V8
BMW M:s sportvagnsprototyp är byggd enligt reglementet för Le Mans Daytona h. Den kommer att tävla i IMSA Sportscar Championship från säsongen 2023. Bilen har en V8-motor, kombinerat med ett standardiserat hybridsystem. I enlighet med LMDh-reglementet använder BMW även ett standardiserat chassi, levererat av Dallara.

## Tekniska data
| Tekniska data               | BMW M Hybrid V8                                                                           |
| --------------------------- | ----------------------------------------------------------------------------------------- |
| Motor:                      | Mittmonterad 90° V8-motor                                                                 |
| Cylindervolym:              | 3999 cm³                                                                                  |
| Max effekt:                 | 680 hk                                                                                    |
| Ventilstyrning:             | Dubbla överliggande kamaxlar per cylinderrad, 4 ventiler per cylinder                     |
| Hybridsystem:               | KERS                                                                                      |
| Växellåda:                  | 7-växlad sekventiell                                                                      |
| Drivning:                   |                                                                                           |
| Hjulupphängning fram & bak: | Dubbla tvärlänkar, horisontellt monterade skruvfjädrar och stötdämpare, krängningshämmare |
| Bromsar:                    | Keramiska skivbromsar                                                                     |
| Chassi & kaross:            | Självbärande monocoque i kolfiberkomposit                                                 |
| Torrvikt:                   |                                                                                           |